# Woodbury (Connecticut)
Woodbury város az USA Connecticut államában. Lakosainak száma 9723 fő (2020. április 1.).

## Népesség
A település népességének változása:

| 2010 | 9 975 |
| 2020 | 9 723 |